# Pentanal
Pentanal é um líquido incolor com cheiro frutuoso e pertence à classe material dos aldeídos.
Seu vapor provoca danos nos olhos, na respiração e na pele. Exposição prolongada pode conduzir a edemas pulmonares.
É usado em aromas diferentes, também como aceleradores de vulcanização.
Sua fórmula química é C5H10O e seu número CAS é 110-62-3.

## Qualidades
- Molare amontoam: 86,14 g•mol−1
- Estado físico: fluentemente
- Densidade: 0,809 g•ml−1
- Ponto derretendo: –92 °C
- Ponto de ebulição: 103 °C
- Pressão a vapor: 20 °C
- Solubilidade: solúvel em álcool e éter.